# 에르펠당주

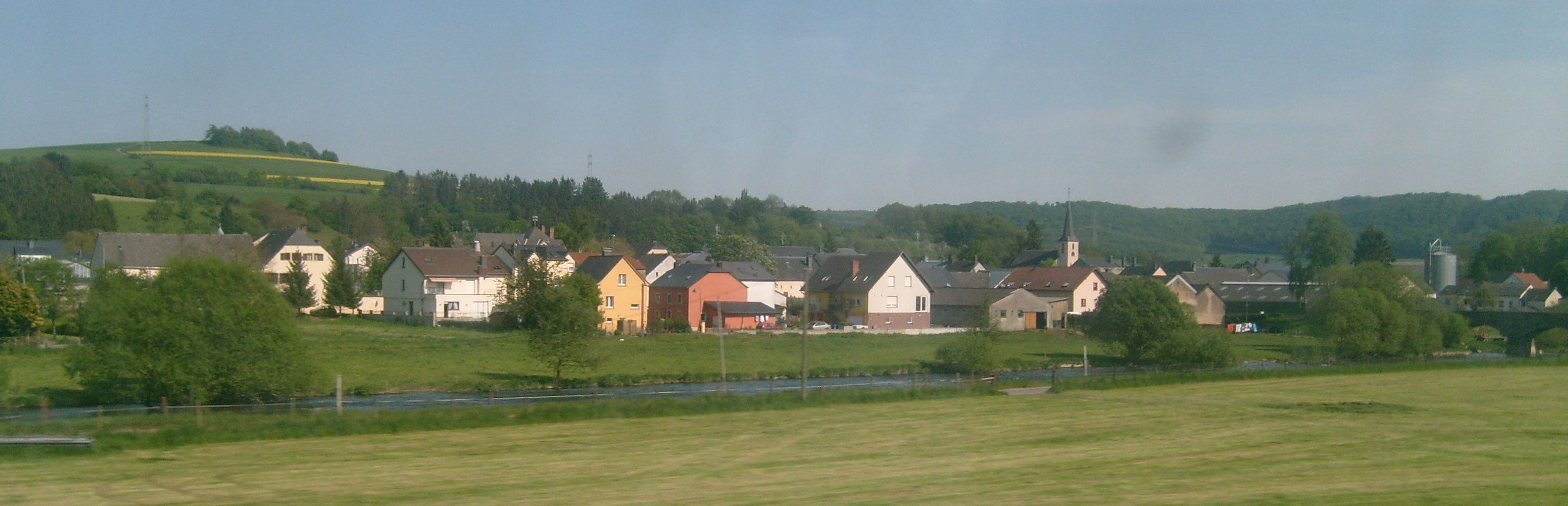
에르펠당주

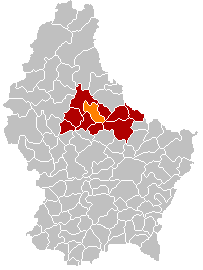
에르펠당주의 위치

에르펠당주(프랑스어: Erpeldange, 룩셈부르크어: Ierpeldeng 이에르펠뎅, 독일어: Erpeldingen 에르펠딩겐[*])는 룩셈부르크 북동부 디키르히구 디키르히주에 위치한 도시로 면적은 17.97 km2, 높이는 190~459 m, 인구는 2,347명(2014년 기준), 인구 밀도는 130명/km2이다. 자우어강과 접하며 에텔브루크와 디키르히 사이에 위치한다.

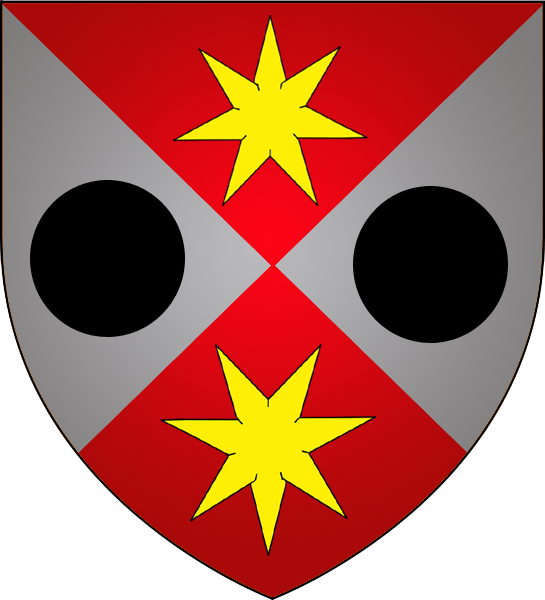
시 문장